# Richard Joseph Paul
Richard Joseph Paul (Arizona, 13 april 1962) is een Amerikaanse acteur.

## Carrière
Paul begon in 1987 met acteren in de televisieserie CBS Schoolbreak Special, Hierna heeft hij nog meerdere rollen gespeeld in televisieseries en films zoals Knight Rider 2010 (1994), Diagnosis Murder (1996) en Law & Order: Criminal Intent (2003-2004).

## Filmografie

### Films
Uitgezonderd korte films.
- 2023 The Primevals - als Matt Connor
- 2016 Loserville - als mr. Mercer
- 2015 Emily & Tim - als Raymond Phayer
- 2009 An Englishman in New York – als Larry Speakes
- 2000 Satan's School for Girls – als Nick Delacroix
- 1998 Running Woman – als rechercheur Caprio
- 1997 Bella Mafia – als Constantino Luciano
- 1997 The Stepsister – als dr. Victor Ray
- 1997 Wounded – als Don Powell
- 1996 Veredicto Final – als ??
- 1996 Oblivion 2: Backlash – als Zack Stone
- 1994 Oblivion – als Zack Stone
- 1994 Un amore Americano – als George
- 1994 Knight Rider 2010 – als Jake McQueen
- 1991 Bump in the Night – als Jeff Donner
- 1990 Quick Change – als Jameson
- 1989 Under the Boardwalk – als Nick
- 1987 Revenge of the Nerds II: Nerds in Paradise – als Gundy

### Televisieseries
Uitgezonderd eenmalige gastrollen.
- 2013 666 Park Avenue - als Frank Sullivan - 2 afl.
- 2003 – 2004 Law & Order: Criminal Intent – als Gravin Haynes – 3 afl.

- Bibliothèque nationale de France: cb14214393w (data)
- Gemeinsame Normdatei: 1238065457
- International Standard Name Identifier: 0000 0000 0303 9497
- Library of Congress Control Number: no2011188294
- Virtual International Authority File: 22353191